# Trichopeltarion janetae
Trichopeltarion janetae is een krabbensoort uit de familie van de Trichopeltariidae. De wetenschappelijke naam van de soort is voor het eerst geldig gepubliceerd in 2008 door Ahyong.